# 邵逸夫獎得獎者列表
此列表写出了历届邵逸夫奖的得奖者。

## 歷屆得獎者

### 天文學獎

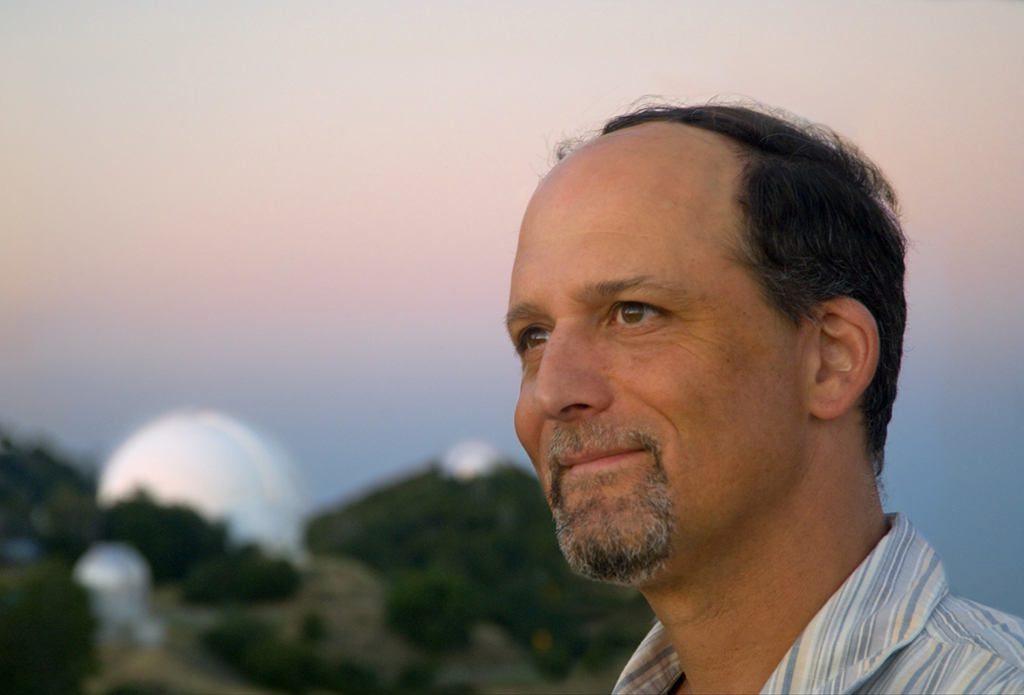
2005年邵逸夫天文學獎得獎者，美國籍的傑佛瑞·馬西教授

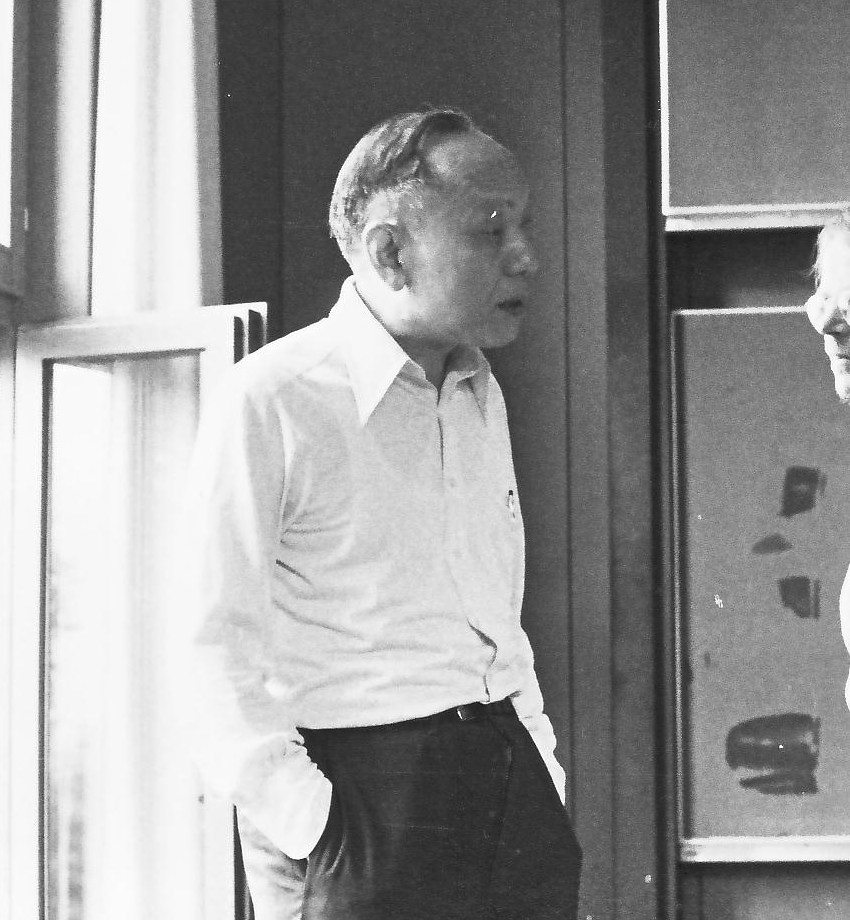
2004年邵逸夫數學科學奬得主陳省身院士。

| 年份   | 得獎者                  | 國家   | 得獎原因 | 參考資料      |
| ------ | ----------------------- | ------ | --- | ------------- |
| 2004年 | 詹姆斯·皮布爾斯教授     | 美国   | 以彰其於宇宙學及天體物理學之貢獻。 | [ 1 ] [ 2 ]   |
| 2005年 | 傑佛瑞·馬西教授         | 美国   | 以彰其發現首個外太陽系行星之貢獻。 | [ 3 ] [ 4 ]   |
| 2005年 | 米歇爾·麥耶教授         | 瑞士   | 以彰其發現首個外太陽系行星之貢獻。 | [ 3 ] [ 4 ]   |
| 2006年 | 索尔·珀尔马特教授       | 美国   | 以彰其發現宇宙加速膨脹及暗能量或真空能量之貢獻。 | [ 5 ] [ 6 ]   |
| 2006年 | 亚当·里斯教授           | 美国   | 以彰其發現宇宙加速膨脹及暗能量或真空能量之貢獻。 | [ 5 ] [ 6 ]   |
| 2006年 | 布赖恩·P·施密特教授     |        | 以彰其發現宇宙加速膨脹及暗能量或真空能量之貢獻。 | [ 5 ] [ 6 ]   |
| 2007年 | 彼得·戈德赖希教授       | 美国   | 以彰其於天文物理學及行星科學之貢獻。 | [ 7 ] [ 8 ]   |
| 2008年 | 赖因哈德·根策尔教授     | 德国   | 以彰其發現並論證銀河中心存在超大質量黑洞之貢獻。 | [ 9 ] [ 10 ]  |
| 2009年 | 徐遐生教授              | 美国   | 以彰其於理論天文學之一生貢獻。 | [ 11 ] [ 12 ] |
| 2010年 | 查尔斯·L·本内特教授     | 美国   | 以彰他們領導威爾琴森微波各向異性探測器(WMAP)實驗之貢獻，使其能夠精確測量宇宙學基本參數，包括宇宙的幾何、年齡和組成。 | [ 13 ]        |
| 2010年 | 莱曼·佩吉教授           | 美国   | 以彰他們領導威爾琴森微波各向異性探測器(WMAP)實驗之貢獻，使其能夠精確測量宇宙學基本參數，包括宇宙的幾何、年齡和組成。 | [ 13 ]        |
| 2010年 | 大卫·斯伯格教授         | 美国   | 以彰他們領導威爾琴森微波各向異性探測器(WMAP)實驗之貢獻，使其能夠精確測量宇宙學基本參數，包括宇宙的幾何、年齡和組成。 | [ 13 ]        |
| 2011年 | 恩里科·科斯塔博士       | 義大利 | 以表彰他们领导天文卫星，证明了宇宙中最大能量的爆发 ─ 伽玛射线暴 ─来自宇宙学距离。 | [ 14 ]        |
| 2011年 | 杰拉尔德·菲什曼博士     | 美国   | 以表彰他们领导天文卫星，证明了宇宙中最大能量的爆发 ─ 伽玛射线暴 ─来自宇宙学距离。 | [ 14 ]        |
| 2012年 | 大衛·朱維特教授         | 美国   | 以表彰他們發現海王星以外物體及描述其特性，對研究太陽系最初之形成及追尋短週期彗星來源提供寳貴資料。 | [ 15 ]        |
| 2012年 | 劉麗杏教授              | 美国   | 以表彰他們發現海王星以外物體及描述其特性，對研究太陽系最初之形成及追尋短週期彗星來源提供寳貴資料。 | [ 15 ]        |
| 2013年 | 史蒂文·巴尔布斯教授     | 英国   | 以表彰他們對磁性旋轉不穩定性的發現和硏究。他們的工作說明了磁性旋轉不穩定性引發湍流，並足以解釋天體物理學裏吸積盤的角動量輸運機制。                                                                                                 | [ 16 ]        |
| 2013年 | 约翰·F·霍利教授         | 美国   | 以表彰他們對磁性旋轉不穩定性的發現和硏究。他們的工作說明了磁性旋轉不穩定性引發湍流，並足以解釋天體物理學裏吸積盤的角動量輸運機制。                                                                                                 | [ 16 ]        |
| 2014年 | 丹尼爾·愛森斯坦教授     | 美国   | 以表彰他們在測量星系大尺度結構特徵上的貢獻，這些測量包括重子聲振盪和紅移空間扭曲，其結果足以對宇宙學模型作出約束。 | [ 17 ]        |
| 2014年 | 肖恩·科爾教授           | 英国   | 以表彰他們在測量星系大尺度結構特徵上的貢獻，這些測量包括重子聲振盪和紅移空間扭曲，其結果足以對宇宙學模型作出約束。 | [ 17 ]        |
| 2014年 | 約翰·皮考克教授         | 英国   | 以表彰他們在測量星系大尺度結構特徵上的貢獻，這些測量包括重子聲振盪和紅移空間扭曲，其結果足以對宇宙學模型作出約束。 | [ 17 ]        |
| 2015年 | 威廉·J·博鲁茨基         | 美国   | 以表彰他構思及領導開普勒計劃；這計劃大大增進了對太陽系外行星系及恒星內部的認識。 | [ 18 ]        |
| 2016年 | 朗納·德瑞福教授         | 英国   | 以表彰他們對「激光干涉儀重力波觀測站」LIGO的構思和設計。LIGO最近首次直接觀測到引力波，為天文探索開創了一個新方法，而首先偵測到的非凡事例為兩個星級質量的黑洞合併。                                                                 | [ 19 ]        |
| 2016年 | 基普·索恩教授           | 美国   | 以表彰他們對「激光干涉儀重力波觀測站」LIGO的構思和設計。LIGO最近首次直接觀測到引力波，為天文探索開創了一個新方法，而首先偵測到的非凡事例為兩個星級質量的黑洞合併。                                                                 | [ 19 ]        |
| 2016年 | 莱纳·魏斯教授           | 美国   | 以表彰他們對「激光干涉儀重力波觀測站」LIGO的構思和設計。LIGO最近首次直接觀測到引力波，為天文探索開創了一個新方法，而首先偵測到的非凡事例為兩個星級質量的黑洞合併。                                                                 | [ 19 ]        |
| 2017年 | 西蒙·懷特教授           | 德国   | 以表彰他在理解宇宙裡結構形成的貢獻。他運用強大的數值模擬證實在早期的宇宙中的微小密度漲落怎樣發展成現今宇宙所看見的星系和其他非線性結構，提供了有力的證據支持具有平直幾何、並由暗物質和宇宙常數所支配的宇宙模型。                   | [ 20 ]        |
| 2018年 | 讓-盧普·皮熱教授        | 法國   | 以表彰他對紅外到亞毫米光譜範圍天文學的貢獻。他探測了在過去恆星形成過程中的星系所放出的宇宙遠紅外背景，並提出星際物質含有芳香族碳氫分子。通過普朗克太空計劃，他處理了星際物質前景的影響，顯著地提升了我們對宇宙學的認識。           | [ 21 ]        |
| 2019年 | 爱德华·C·斯通教授       | 美国   | 以表彰他領導旅行者項目。旅行者項目在過去四十年間，改變我們對四顆巨行星和外太陽系的了解，開展了探索星際空間的任務。 | [ 22 ]        |
| 2020年 | 罗杰·布兰福德教授       | 英国   | 以表彰他对理论天体物理学的根本性贡献，特别是在活跃星系核的基本理解、相对论性喷流的形成和准直、黑洞的能量提取机制和激波中的粒子加速及其相关的辐射机制。                                                                             | [ 23 ]        |
| 2021年 | 維多利亞·卡士比教授     | 加拿大 | 以表彰她们对理解磁星作出的贡献。她们开发了新颖和精确的观测技术，从而证实具有超强磁场的中子星存在，并描绘出了它们的物理特性。 | [ 24 ] [ 25 ] |
| 2021年 | 赫丽萨·库韦利奥图教授   | 美国   | 以表彰她们对理解磁星作出的贡献。她们开发了新颖和精确的观测技术，从而证实具有超强磁场的中子星存在，并描绘出了它们的物理特性。 | [ 24 ] [ 25 ] |
| 2022年 | 萊納特·林德格倫教授     | 瑞典   | 以表彰他們對天體測量學的貢獻，尤其是在歐洲太空總署依巴谷號及蓋亞號的構想和設計中扮演的重要角色。 | [ 26 ]        |
| 2022年 | 迈克尔·佩里曼教授       | 爱尔兰 | 以表彰他們對天體測量學的貢獻，尤其是在歐洲太空總署依巴谷號及蓋亞號的構想和設計中扮演的重要角色。 | [ 26 ]        |
| 2023年 | 马修·贝尔斯教授         |        | 以表彰他們發現快速電波爆發 (FRBs)。 | [ 27 ]        |
| 2023年 | 鄧肯·洛里默教授         | 美国   | 以表彰他們發現快速電波爆發 (FRBs)。 | [ 27 ]        |
| 2023年 | 莫拉·邁克勞克林教授     | 美国   | 以表彰他們發現快速電波爆發 (FRBs)。 | [ 27 ]        |
| 2024年 | 什里尼瓦斯·库尔卡尼教授 | 美国   | 以表彰他对毫秒脉冲星、伽马射线暴、超新星，以及其他可变天体或瞬变天体的开创性发现。他对时域天文学的贡献甚多，并在帕洛马瞬变工厂及其后继者史维基瞬变探测器的构思、建造和领导上成就卓越，这些设施彻底改变了我们对时变光学天空的理解。 | [ 28 ]        |
| 2025年 | J·理查德·邦德教授       | 加拿大 | 以表彰他们在宇宙学方面的开创性工作，尤其是他们对宇宙微波背景辐射涨落的研究。他们的预测已得到了大量地面、气球和太空观测仪器的验证，从而精确测定出宇宙的年龄、几何结构和质能含量。                                                   | [ 29 ]        |
| 2025年 | 乔治·埃夫斯塔希欧教师   | 美国   | 以表彰他们在宇宙学方面的开创性工作，尤其是他们对宇宙微波背景辐射涨落的研究。他们的预测已得到了大量地面、气球和太空观测仪器的验证，从而精确测定出宇宙的年龄、几何结构和质能含量。                                                   | [ 29 ]        |

### 數學科學獎

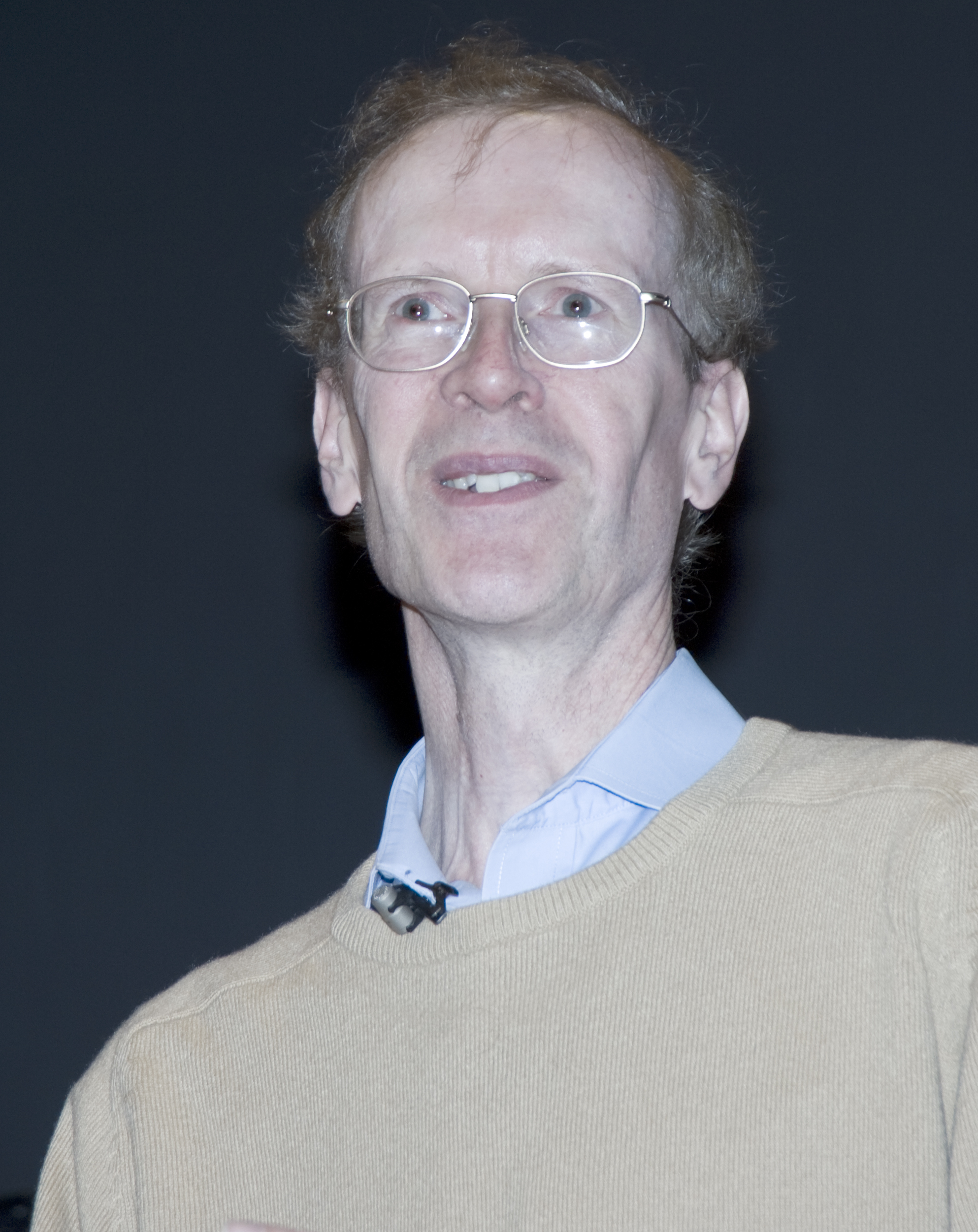
安德魯·懷爾斯（2005年邵逸夫數學科學獎得獎者）

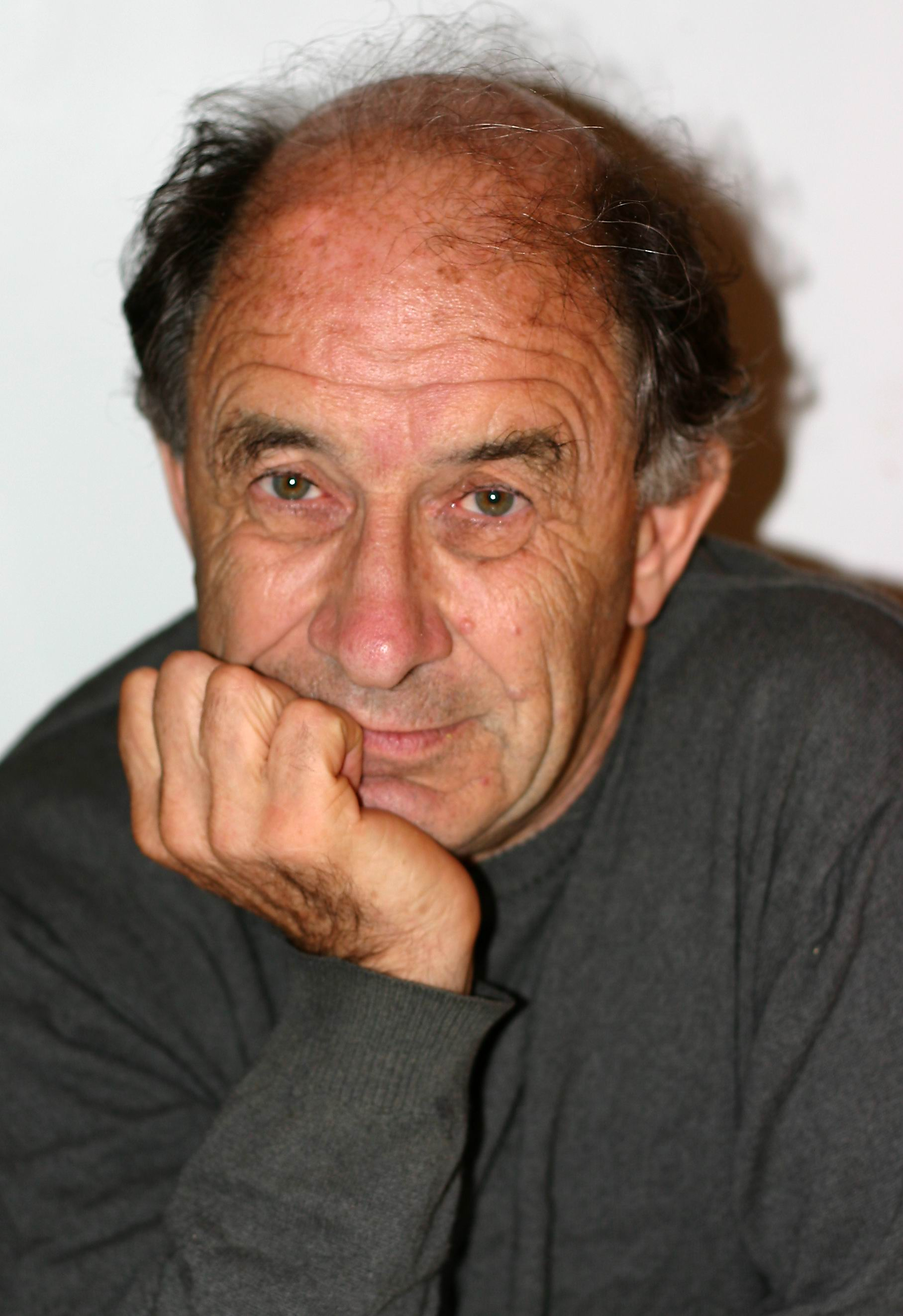
2008年邵逸夫數學科學獎得主之一，俄羅斯籍的弗拉基米爾·阿諾爾德教授

| 年份   | 得獎者                        | 國家          | 得獎原因 | 參考資料            |
| ------ | ----------------------------- | ------------- | --- | ------------------- |
| 2004年 | 陈省身教授                    | 中国          | 以彰其開闢微分幾何之貢獻。 | [ 30 ] [ 31 ] [ 2 ] |
| 2005年 | 安德魯·懷爾斯教授             | 英国          | 以彰其證明费马大定理之貢獻。 | [ 32 ] [ 33 ]       |
| 2006年 | 戴维·芒福德教授               | 美国          | 以彰其於圖案學和視覺學之貢獻。 | [ 34 ] [ 35 ]       |
| 2006年 | 吴文俊教授                    | 中国          | 以彰其於數學的機器證明法之貢獻。 | [ 34 ] [ 35 ]       |
| 2007年 | 罗伯特·朗兰兹教授             | 美国          | 以彰其啟始及發展連結素數及對稱性的朗蘭茲綱領之貢獻。 | [ 36 ] [ 37 ]       |
| 2007年 | 理查德·泰勒教授               | 英国          | 以彰其啟始及發展連結素數及對稱性的朗蘭茲綱領之貢獻。 | [ 36 ] [ 37 ]       |
| 2008年 | 弗拉基米爾·阿諾爾德教授       | 俄羅斯        | 以彰其於數學物理之廣泛且富影響力之貢獻。 | [ 10 ] [ 38 ]       |
| 2008年 | 路德維希·法捷耶夫教授         | 俄羅斯        | 以彰其於數學物理之廣泛且富影響力之貢獻。 | [ 10 ] [ 38 ]       |
| 2009年 | 西蒙·唐納森教授               | 英国          | 以彰其於三維及四維幾何學之貢獻。 | [ 12 ] [ 39 ]       |
| 2009年 | 克利福德·陶布斯教授           | 美国          | 以彰其於三維及四維幾何學之貢獻。 | [ 12 ] [ 39 ]       |
| 2010年 | 讓·布爾甘教授                 | 美国          | 以彰其在數學分析方面的工作與其在多項學科上的應用：偏微分方程、數學物理、組合學、數論、遍歷理論與理論計算機科學。 | [ 40 ]              |
| 2011年 | 季米特里奥斯·赫里斯托祖卢教授 | 瑞士          | 以表彰他们在洛兰兹几何与黎曼几何中的非线性偏微分方程方面的高度创新工作，及对广义相对论和拓扑学的应用。 | [ 41 ]              |
| 2011年 | 理查德·哈密顿教授             | 美国          | 以表彰他们在洛兰兹几何与黎曼几何中的非线性偏微分方程方面的高度创新工作，及对广义相对论和拓扑学的应用。 | [ 41 ]              |
| 2012年 | 马克西姆·孔采维奇教授         | 法國          | 以表彰他在代數、幾何和數學物理，特別是形變量子化，Motivic積分和鏡像對稱的開創性工作。 | [ 42 ]              |
| 2013年 | 戴维·多诺霍教授               | 美国          | 以表彰他對現代數理統計學的深遠貢獻﹕他開創了在有噪聲情況的最優統計估計算法；而他又建立了在大數據中實現稀疏表示和復原的高效率技巧。                                                                                           | [ 43 ]              |
| 2014年 | 喬治·盧斯蒂格教授             | 美国          | 以表彰他在代數、代數幾何和表示論方面作出了基礎性的貢獻，並將這些學科結合起來，解決古典問題，且展現數學中美妙的新聯繫。 | [ 44 ]              |
| 2015年 | 格爾德·法爾廷斯教授           | 德国          | 以表彰他們對數論基本工具的推行及發展，讓他們及其他人能夠解決存在已久的經典問題。 | [ 45 ]              |
| 2015年 | 亨里克·伊萬尼克教授           | 美国          | 以表彰他們對數論基本工具的推行及發展，讓他們及其他人能夠解決存在已久的經典問題。 | [ 45 ]              |
| 2016年 | 奈杰尔·希钦教授               | 英国          | 以表彰他對幾何學、表示論和理論物理學作出極重要貢獻。他引入了基本而優美的概念和技術，影響深遠。 | [ 46 ]              |
| 2017年 | 科拉尔·亚诺什教授             | 美国          | 以表彰他們在多個代數幾何核心範疇所取得的卓越成果。這些成果革新了這領域，使一些長期令人束手無策的問題因而得以解決。 | [ 47 ]              |
| 2017年 | 克萊爾·瓦贊教授               | 法國          | 以表彰他們在多個代數幾何核心範疇所取得的卓越成果。這些成果革新了這領域，使一些長期令人束手無策的問題因而得以解決。 | [ 47 ]              |
| 2018年 | 路易斯·卡法雷利教授           | 美国          | 以表彰他在偏微分方程上的突破性工作，包括創立一套正則理論，適用於如蒙日−安培方程等非線性方程，及如障礙問題等的自由邊界問題，這些工作影響了該領域整個世代的研究。                                                              | [ 48 ]              |
| 2019年 | 米歇尔·塔拉格朗教授           | 法國          | 以表彰他研究集中不等式、隨機過程的上確界和自旋玻璃的嚴謹結果。 | [ 49 ]              |
| 2020年 | 亚历山大·贝林森教授           | 俄羅斯        | 以表彰他们对表示论，以及许多其他数学领域的重大影响和深远贡献。 | [ 50 ]              |
| 2020年 | 大卫·卡日丹教授               | 以色列        | 以表彰他们对表示论，以及许多其他数学领域的重大影响和深远贡献。 | [ 50 ]              |
| 2021年 | 让-米歇尔·比斯姆教授          | 法國          | 以表扬他们对几何学的贡献 | [ 24 ] [ 51 ]       |
| 2021年 | 杰夫·奇格教授                 | 美国          | 以表扬他们对几何学的贡献 | [ 24 ] [ 51 ]       |
| 2022年 | 諾加·阿隆教授                 | 以色列 / 美国 | 以表彰他們對離散數學和模型論的非凡貢獻，尤其是與代數幾何、拓撲和計算機科學的相互影響。 | [ 26 ]              |
| 2022年 | 埃胡德·赫魯索夫斯基教授       | 英国          | 以表彰他們對離散數學和模型論的非凡貢獻，尤其是與代數幾何、拓撲和計算機科學的相互影響。 | [ 26 ]              |
| 2023年 | 弗拉基米爾·德林費爾德教授     | 美国          | 以表彰他們對數學物理、算術幾何、微分幾何和凱勒幾何的貢獻。 | [ 27 ]              |
| 2023年 | 丘成桐教授                    | 美国          | 以表彰他們對數學物理、算術幾何、微分幾何和凱勒幾何的貢獻。 | [ 27 ]              |
| 2024年 | 彼得·萨那克教授               | 美国          | 以表彰他将数论、分析学、组合学、动力学、几何学和谱理论结合起来，发展出薄群的算术理论和仿射筛法。 | [ 28 ]              |
| 2025年 | 深谷贤治教授                  | 日本          | 以表彰他在辛几何学领域的开创性工作，特别是预见到如今被称为深谷范畴的存在，该范畴由辛流形上的拉格朗日子流形组成。同时，他也领导了构建这一范畴的艰钜任务，并随后在辛拓扑、镜像对称和规范场论方面作出了突破性且影响深远的贡献。 | [ 29 ]              |

### 生命科學與醫學獎

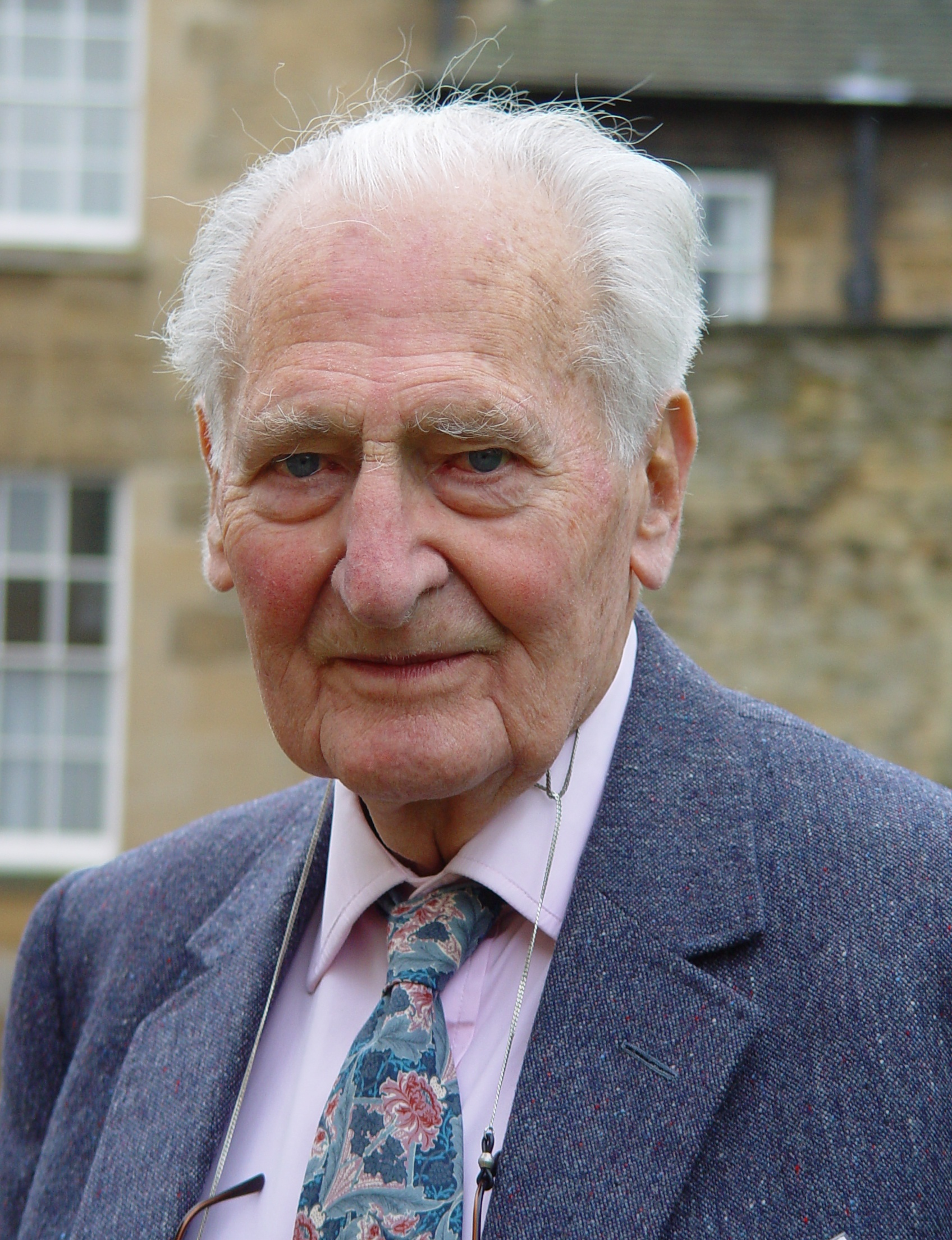
2004年邵逸夫生命科學與醫學獎得主之一，英國籍的理查·多爾爵士

| 年份   | 得獎者                     | 國家   | 得獎原因 | 參考資料      |
| ------ | -------------------------- | ------ | --- | ------------- |
| 2004年 | 史丹利·科恩教授            | 美国   | 以彰其發明去氧核糖核酸複製技術及基因工程之貢獻。 | [ 2 ] [ 52 ]  |
| 2004年 | 赫伯特·博耶教授            | 美国   | 以彰其發明去氧核糖核酸複製技術及基因工程之貢獻。 | [ 2 ] [ 52 ]  |
| 2004年 | 简悦威教授                 | 美国   | 以彰其發現去氧核糖核酸多形性之貢獻。 | [ 2 ] [ 52 ]  |
| 2004年 | 理查德·多尔爵士            | 英国   | 以彰其於癌症流行病學之貢獻。 | [ 2 ] [ 52 ]  |
| 2005年 | 迈克尔·贝里奇爵士          | 英国   | 以彰其發現鈣於細胞調節中的作用之貢獻。 | [ 53 ] [ 54 ] |
| 2006年 | 王曉東教授                 | 美国   | 以彰其發現生物化學為本之細胞凋亡機制之貢獻。 | [ 55 ] [ 56 ] |
| 2007年 | 罗伯特·莱夫科维茨教授      | 美国   | 以彰其研究G蛋白偶聯受體之成果。 | [ 57 ] [ 58 ] |
| 2008年 | 伊恩·維爾穆特爵士          | 英国   | 以彰其於哺乳類細胞分化逆轉過程中之重大發現。 | [ 10 ] [ 59 ] |
| 2008年 | 基思·坎貝爾教授            | 英国   | 以彰其於哺乳類細胞分化逆轉過程中之重大發現。 | [ 10 ] [ 59 ] |
| 2008年 | 山中伸彌教授               | 日本   | 以彰其於哺乳類細胞分化逆轉過程中之重大發現。 | [ 10 ] [ 59 ] |
| 2009年 | 道格拉斯·高爾曼教授        | 美国   | 以彰其發現瘦素之貢獻。 | [ 12 ] [ 60 ] |
| 2009年 | 杰弗里·弗里德曼教授        | 美国   | 以彰其發現瘦素之貢獻。 | [ 12 ] [ 60 ] |
| 2010年 | 戴维·朱利叶斯教授          | 美国   | 以彰其對人類皮膚感知疼痛、刺激和溫度以至產生疼痛、過敏現象背後的分子機制的開創性發現。 | [ 61 ]        |
| 2011年 | 朱爾斯·霍夫曼教授          | 法國   | 以表彰他们发现先天性免疫系统的分子机制，解开了抵抗病原体的首道防线之谜。 | [ 62 ]        |
| 2011年 | 鲁斯兰·麦哲托夫教授        | 美国   | 以表彰他们发现先天性免疫系统的分子机制，解开了抵抗病原体的首道防线之谜。 | [ 62 ]        |
| 2011年 | 布鲁斯·博伊特勒教授        | 美国   | 以表彰他们发现先天性免疫系统的分子机制，解开了抵抗病原体的首道防线之谜。 | [ 62 ]        |
| 2012年 | 弗朗茲-烏爾里奇·哈特爾教授 | 德国   | 以表彰他們在解析蛋白質折疊的分子機制上的貢献。妥當的蛋白質折疊是許多細胞功能的必要元素。 | [ 63 ]        |
| 2012年 | 亞瑟·霍里奇教授            | 美国   | 以表彰他們在解析蛋白質折疊的分子機制上的貢献。妥當的蛋白質折疊是許多細胞功能的必要元素。 | [ 63 ]        |
| 2013年 | 杰弗里·霍尔教授            | 美国   | 以表彰他們发现生理节律的分子机制。 | [ 64 ]        |
| 2013年 | 迈克尔·罗斯巴什教授        | 美国   | 以表彰他們发现生理节律的分子机制。 | [ 64 ]        |
| 2013年 | 迈克尔·扬教授              | 美国   | 以表彰他們发现生理节律的分子机制。 | [ 64 ]        |
| 2014年 | 森和俊教授                 | 日本   | 以表彰他們發現內質網未折疊蛋白反應的貢獻；這個反應是一條控制真核細胞內細胞器動態平衡及蛋白質輸出質量的信號通道。                                                                                       | [ 65 ]        |
| 2014年 | 彼得·瓦尔特教授            | 美国   | 以表彰他們發現內質網未折疊蛋白反應的貢獻；這個反應是一條控制真核細胞內細胞器動態平衡及蛋白質輸出質量的信號通道。                                                                                       | [ 65 ]        |
| 2015年 | 邦妮·巴斯勒教授            | 美国   | 以表彰他們發現群體感應，一種細菌間相互溝通交流信息行為的調控機制；這個發現對干擾細菌的病原體或調控微生物群落在健康應用方面提供了新穎的方法。                                                           | [ 66 ]        |
| 2015年 | 埃弗里特·彼得·格林伯格教授 | 美国   | 以表彰他們發現群體感應，一種細菌間相互溝通交流信息行為的調控機制；這個發現對干擾細菌的病原體或調控微生物群落在健康應用方面提供了新穎的方法。                                                           | [ 66 ]        |
| 2016年 | 艾德里安·伯德教授          | 英国   | 以表彰他們發現一類基因和蛋白，這些蛋白能夠確認染色體脫氧核醣核酸一種可以影響基因調控的化學改變；並確立這基因的突變是發育障礙疾病蕾特氏症的主要成因。                                                   | [ 67 ]        |
| 2016年 | 胡達·佐格比教授            | 美国   | 以表彰他們發現一類基因和蛋白，這些蛋白能夠確認染色體脫氧核醣核酸一種可以影響基因調控的化學改變；並確立這基因的突變是發育障礙疾病蕾特氏症的主要成因。                                                   | [ 67 ]        |
| 2017年 | 伊恩·吉本斯教授            | 美国   | 以表彰他們發現微管相聯的馬達蛋白：驅動人類細胞和細胞內對生長﹑分裂和生存至為重要的活動的發動機。 | [ 68 ]        |
| 2017年 | 羅納德·韋爾教授            | 美国   | 以表彰他們發現微管相聯的馬達蛋白：驅動人類細胞和細胞內對生長﹑分裂和生存至為重要的活動的發動機。 | [ 68 ]        |
| 2018年 | 瑪莉-克萊爾·金教授         | 美国   | 以表彰她繪製第一個乳腺癌基因的基因圖。瑪莉-克萊爾·金利用數學模型預測和證明乳腺癌可以由單個基因引起。她繪製的基因圖促成了乳腺癌基因的克隆，因而挽救了許多人的生命。                                     | [ 69 ]        |
| 2019年 | 瑪麗亞·傑辛教授            | 美国   | 以表彰她證明去氧核醣核酸中定點雙鏈斷裂會刺激哺乳動物細胞的基因重組。這項開創性工作奠定了並直接引至能編輯哺乳動物基因組特定位置的工具的產生。                                                           | [ 70 ]        |
| 2020年 | 格罗·米森伯克教授          | 奥地利 | 以表彰他们所研发的光遗传学，一项彻底改革了神经科学发展的技术。 | [ 71 ]        |
| 2020年 | 彼得·黑格曼教授            | 德国   | 以表彰他们所研发的光遗传学，一项彻底改革了神经科学发展的技术。 | [ 71 ]        |
| 2020年 | 格奥尔格·纳格尔教授        | 德国   | 以表彰他们所研发的光遗传学，一项彻底改革了神经科学发展的技术。 | [ 71 ]        |
| 2021年 | 斯科特·埃姆尔教授          | 美国   | 以表彰他发现的内体蛋白分选转运复合体途径，这对于涉及膜生物学的多样化过程至关重要，其中包括细胞分裂、疾病传播等。                                                                                       | [ 24 ] [ 72 ] |
| 2022年 | 保羅·內古列斯庫教授        | 美国   | 以表彰他們發現囊腫性纖維化是分子、生物化學和功能上出現缺陷所引致，以及鑑別和研發新藥物去修復這些缺陷，因而能夠治療大多數患者。這些發現和藥物不但減輕人類的痛苦，並挽救了無數生命。                     | [ 26 ]        |
| 2022年 | 邁克爾·威爾士教授          | 美国   | 以表彰他們發現囊腫性纖維化是分子、生物化學和功能上出現缺陷所引致，以及鑑別和研發新藥物去修復這些缺陷，因而能夠治療大多數患者。這些發現和藥物不但減輕人類的痛苦，並挽救了無數生命。                     | [ 26 ]        |
| 2023年 | 帕特里克·克拉瑪教授        | 德国   | 以表彰他們開創性的結構生物學研究，使負責基因轉錄的蛋白質機制能夠於單個原子尺度上視覺化。他們揭示了生命的基本過程之一的基因轉錄機制的每一個步驟，正常的基因轉錄如何促進健康，以及機能失調如何導致疾病。 | [ 27 ]        |
| 2023年 | 伊娃·諾加利斯教授          | 美国   | 以表彰他們開創性的結構生物學研究，使負責基因轉錄的蛋白質機制能夠於單個原子尺度上視覺化。他們揭示了生命的基本過程之一的基因轉錄機制的每一個步驟，正常的基因轉錄如何促進健康，以及機能失調如何導致疾病。 | [ 27 ]        |
| 2024年 | 斯图尔特·奥金教授          | 美国   | 以表彰他们发现从胎儿到成人血红蛋白转换的基因和分子机制，为治疗两种影响着全世界数百万人及极其严重的血液疾病，镰状红血球贫血症和乙型地中海贫血症，开创了一种革命性且高效的基因组编辑疗法。               | [ 28 ]        |
| 2024年 | 鄧瑞麗教授                 | 美国   | 以表彰他们发现从胎儿到成人血红蛋白转换的基因和分子机制，为治疗两种影响着全世界数百万人及极其严重的血液疾病，镰状红血球贫血症和乙型地中海贫血症，开创了一种革命性且高效的基因组编辑疗法。               | [ 28 ]        |
| 2025年 | 沃尔夫冈·鲍迈斯特          | 德国   | 以表彰他对于冷冻电子断层成像技术（cryo-ET）的开创性研发和应用，该三维可视化成像技术使蛋白质、大分子复合物和细胞间隙等生物样本在自然细胞环境中的存在状态得以呈现。                                      | [ 29 ]        |